# تسکین‌ناپذیر (مجموعه تلویزیونی)
تسکین‌ناپذیر (انگلیسی: Insatiable) یک مجموعه تلویزیونی کمدی-درام سیاه است که توسط لارن گاسیس ساخته و بازیگرانی چون دالاس رابرتس و دبی راین در آن ایفای نقش می‌کنند. ایدهٔ این سریال از یک مقاله با عنوان «The Pageant King of Alabama» در نشریه نیویورک تایمز که در سال ۲۰۱۴ منتشر شد، گرفته شده‌است. فصل اول این سریال در اوت ۲۰۱۸ توسط نت‌فلیکس منتشر شد. فصل دوم نیز در اوکتبر ۲۰۱۹ منتشر شد.

## داستان
پتی (دبی راین) یک دختر نوجوان است که به خاطر وزن زیادش در مدرسه مورد آزار و اذیت و تمسخر قرار می‌گیرد. فَک او توسط یک بی‌خانمان شکسته می‌شود. پتی نمی‌تواند سه ماه غذای جامد بخورد و در این سه ماه وزن خود را بسیار کم کرده‌است. او پس از این لاغر و زیبا می‌شود و همه را متعجب می‌کند. پتی تصمیم می‌گیرد از کسانی که او را به خاطر وزن‌اش مسخره می‌کردند انتقام بگیرد، تا اینکه یک وکیل مدنی به نام باب ارمستارنگ (دالاس رابرتس) که مربی آموزش مسابقات زیبایی هم است، به پتی می‌گوید که او پتانسیل تبدیل شدن به ملکهٔ زیبایی را دارد...

## بازیگران
- دالاس رابرتس
- دبی راین
- کریستوفر گورهام
- آلیسا میلانو
- آردن میرین
- کریستین تیلور
- کلوئی بریجز
- بورلی دی آنجلو
- جان لاویتس
- ویلیام بالدوین
- دینا اشبروک
- گلوریا دیاز